# Sân bay Labo
Sân bay Labo (tiếng Filipino: Paliparan ng Labo, tiếng Cebuano: Tugpahanan sa Labo) (IATA: OZC, ICAO: RPMO), cũng gọi là Sân bay Ozamiz và Sân bay Benigno Aquino Jr, là một sân bay phục vụ khu vực Thành phố Ozamiz, Thành phố Oroquieta, Thành phố Tangub cũng như một phần của Lanao del Norte và Zamboanga del Sur, tỉnh Misamis Occidental ở Philippines. Đây là sân bay duy nhất ở tỉnh Misamis Occidental. Sân bay được xếp hạng sân bay thương mại nhỏ theo Cục giao thông hàng không Philippines. 

## Các hãng hàng không

### Các hãng hiện tại
Hiện có các hãng sau đang hoạt động tại đây.
- Air Philippines (Manila)
- Philippine Airlines
  - PAL Express (Cebu)
- Cebu Pacific Air (Cebu) starting Sept. 2008